# Dominic Busch
Dominic Busch (* 1976 in Koblenz) ist ein deutscher Kulturwissenschaftler.

## Leben
Von 1996 bis 2000 studierte er Kulturwissenschaften (Diplom) an der Europa-Universität Viadrina und von 1998 bis 1999 University of Dublin, Trinity College. 2001 war er wissenschaftliche Hilfskraft am Südosteuropäischen Medienzentrum der Europa-Universität Viadrina und der Universität Sofia. Von 2001 bis 2003 war er wissenschaftlicher Mitarbeiter am Südosteuropäischen Medienzentrum der Europa-Universität Viadrina und der Universität Sofia. Von 2003 bis 2004 hatte er ein Stipendium im Promotionskolleg Interkulturelle Mediation in der Grenzregion an der Europa-Universität Viadrina. Nach der Promotion 2004 zum Dr. phil. (summa cum laude) an der kulturwissenschaftlichen Fakultät in Frankfurt an der Oder. Titel der Dissertation: Interkulturelle Mediation. Eine theoretische Grundlegung triadischer Konfliktbearbeitung in interkulturell bedingten Kontexten war er von 2004 bis 2006 wissenschaftlicher Mitarbeiter im Deutsch-Polnischen Büro für wissenschaftliche Weiterbildung und Fernstudien an der Europa-Universität Viadrina. Von 2006 bis 2011 lehrte er als Juniorprofessor für interkulturelle Kommunikation an der Europa-Universität Viadrina. 2009 erfolgte die positive Zwischenevaluierung als Juniorprofessor. 2009 vertrat er die Professur (Intercultural Communication) an der Universität Jyväskylä. Seit 2011 lehrt er als W3-Professor für interkulturelle Kommunikation und Konfliktforschung an der Universität der Bundeswehr München. 2013 lehnte er den Ruf auf eine W3-Professur für Interkulturelle Kommunikation an der TU Chemnitz ab.

## Schriften (Auswahl)
- Der Einfluss situativer Missverständnisse in interkulturellen Kontaktsituationen. Exemplarisch dargestellt an Gesprächen polnischer und deutscher Studierender. Stuttgart 2003, ISBN 3-89821-257-2.
- Interkulturelle Mediation. Eine theoretische Grundlegung triadischer Konfliktbearbeitung in interkulturell bedingten Kontexten. Berlin 2007, ISBN 978-3-631-56962-7.
- als Herausgeber mit Claude-Helene Mayer und Christian Martin Boness: International and regional perspectives on cross-cultural mediation. Berlin 2010, ISBN 978-3-631-59644-9.
- Im Dispositiv interkultureller Kommunikation. Dilemmata und Perspektiven eines interdisziplinären Forschungsfelds. Bielefeld 2013, ISBN 3-8376-2555-9.